# Catarina Ligendza

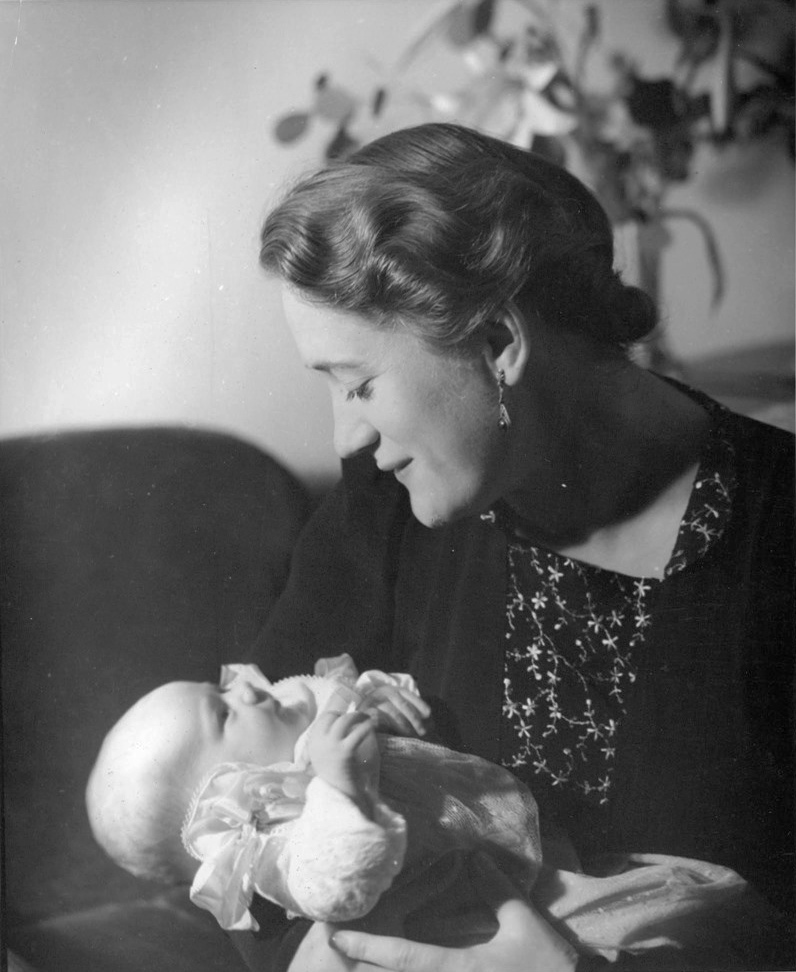
La soprano sueca Brita Hertzberg con su recién nacida hija Katarina Ligendza.

Catarina Ligendza (*18 de octubre de 1937, Estocolmo) es una soprano dramática sueca.
Nacida Katarina Beyron, es hija de la soprano Brita Hertzberg y el tenor Einar Beyron. Estudió en Viena, y más tarde, de 1959 a 1963, en la Hochschule für Musik Würzburg, perfeccionándose con Josef Greindl en la Hochschule für Musik Saar. 
En 1965 debutó como la Condesa en Le nozze di Figaro en Linz. Más tarde cantó en Braunschweig y Saarbrücken, Deutsche Oper Berlín (1969), Stuttgart y Hamburgo.
Debutó en 1971 como Leonore en Fidelio en la Metropolitan Opera, New York.
Destacó en roles de Wagner cantando en el Festival de Bayreuth entre 1971-1977 (cantó Isolda dirigida por Carlos Kleiber) regresando en 1987 en Brünnhilde y Isolde. Cantó también en La Scala, Royal Opera House de Londres, Múnich y Vienna. 
Participó en la grabación integral de Los maestros cantores de Nuremberg de 1976 dirigida por Eugen Jochum, con Plácido Domingo y Dietrich Fischer Dieskau y en la película Elektra (ópera) de Harry Kupfer dirigida por Karl Böhm con Leonie Rysanek y Astrid Varnay, cantando Crysotemis.
Se retiró en 1988.